# Fire 1280
Le serveur informatique SunFire 1280 fait partie des moyens de gamme des machines SunFire. Il supporte 12 processeurs UltraSPARC. Les processeurs et la mémoire sont fixés sur des cartes dites system boards (3 au maximum) comportant 4 processeurs et 16 slots pour barrettes de RAM. Il embarque 2 fonds de panier associés à 2 cages à disques durs de 8 slots chacun.